# Malkara
Malkara (alter pers. Name: Malgara) ist eine Stadtgemeinde (Belediye) im gleichnamigen Ilçe (Landkreis) der Provinz Tekirdağ und gleichzeitig eine Gemeinde der 2012 geschaffenen Büyüksehir belediyesi Tekirdağ  (Großstadtgemeinde/Metropolprovinz) im europäischen Teil der Türkei (Ostthrakien). Seit der Gebietsreform 2013 ist die Gemeinde flächen- und einwohnermäßig identisch mit dem Landkreis.
Malkara befindet sich im landwirtschaftlichen Zentrum von Thrakien. Die Landschaft ist teilweise waldig und hügelig. Sie eignet sich gut für Wanderungen. Die wichtigsten Produkte sind Käse und Weizen.

## Geschichte
Die alte thrakisch-griechische Stadt wurde von den Persern unter Xerxes I. besetzt. Ihr Name leitet sich von dem persischen Wort margaar ab.
- 346 – 323 v. Chr. Makedonische Herrschaft
- 1402 Beginn der osmanischen Herrschaft
- 1828 Russisch-osmanischer Krieg

## Verwaltung
Der größte Kreis der Großstadtgemeinde bestand schon vor der Gründung der türkischen Republik 1923.
Er bestand (bis) Ende 2012 neben der Kreisstadt aus drei Stadtgemeinden (Belediye) Balabancık, Kozyörük und Sağlamtaş sowie 70 Dörfern (Köy) (in den vier Bucaks: Ballı, Merkez, Şahin und Yörük). Köy und Belediye wurden während der Verwaltungsreform 2013 in Mahalle (Stadtviertel, Ortsteile) überführt, denen ein Muhtar als oberster Beamter vorstand. Die vier existierenden Mahalle der Kreisstadt blieben erhalten.  
Ende 2020 lebten durchschnittlich 677 Menschen in jedem dieser 77 Mahalle, 13.769 Einw. im bevölkerungsreichsten (Cami Atik).

## Sehenswürdigkeiten
- Thrakische Königsgräber, Tumuli
- Syrakelai, eine nahegelegene antike Siedlung
- Via Egnatia, ein Stück der antiken Straße ist bei Kermeyan Köy (Aproi) zu sehen
- Burg von Kermeyan (Zesutare), 50 v. Chr. unter Claudius gebaut
- Ruinen von Yetanuz
- Verschiedene Moscheen, Brunnenanlagen und Türben aus dem 14. Jahrhundert